# Jitsi
Jitsi (Franse schrijfwijze van het Bulgaars жици, draden of kabels, uitgesproken als ['ʒitsi], is een reeks van applicaties voor spraak (VoIP), videoconferentie en instant messaging. De software is gratis en open-source, en werkt zowel op het web, als op Windows, Linux, macOS, iOS en Android. Het meest bekende deelproject is Jitsi Meet voor videoconferencing.
Het project begon in 2003 als “SIP Communicator”, in het kader van een studentenproject van Emil Ivov aan de Universiteit van Straatsburg. Met de groei van WebRTC verschoof de focus van de ontwikkelaars van SIP Communicator naar de Jitsi Videobridge, software voor videogesprekken met meerdere partijen via het web. Nog later voegde het team Jitsi Meet toe, een volledige applicatie voor videoconferenties met internet-, Android- en iOS-clients.

## Projecten
De open source stek van Jitsi op GitHub omvatte in 2021 130 repositories. De belangrijkste projecten zijn:

### Jitsi Meet
Jitsi Meet is een opensource-WebRTC-applicatie geschreven in JavaScript die kan gebruikt worden voor videoconferenties. Gebruikers kunnen desktop en presentaties delen en via een link nieuwe leden uitnodigen voor een videoconferentie. Het kan worden gebruikt door de app te downloaden, of rechtstreeks in een browser. In dat laatste geval wordt gewerkt via de Jitsi.org-servers. Ontwikkelaars kunnen de serversoftware downloaden en installeren op een eigen Linux-server. De communicatie in Jitsi Meet gebruikt encryptie.

### Jitsi Videobridge
Jitsi Videobridge is een XMPP-servercomponent die is ontworpen om duizenden videostreams vanaf één server uit te voeren. De component is volledig compatibel met open source en WebRTC, en werkt met een selectieve forwarding unit (SFU), waardoor alleen de geselecteerde streams worden doorgestuurd naar andere deelnemende gebruikers in het videoconferentiegesprek. Daarom is het CPU-vermogen niet zo cruciaal voor de prestaties.

### Jitsi Desktop
De client-applicatie van Jitsi lag aan de basis bij de ontwikkeling van de overige projecten en kreeg, om verwarring te vermijden, de eigen benaming “Jitsi Desktop”. De mobiele apps uit deze groep zijn beschikbaar via de appstores.

## Organisatie
Jitsi wordt ondersteund door een groep ontwikkelaars. De naam “Jitsi” zelf is een handelsmerk van 8x8.com.